# Эчмиадзин (журнал)
«Эчмиадзин» (арм. Էջմիածին) — религиозно-филологический журнал, выпускаемый Католикосатом Всех Армян. Изначально печатался в Ереване, с 1961 года — в Эчмиадзине.
Основан в 1944 году по инициативе католикоса Геворга VI. Первое время работал в соответствовании с требованиями советской цензуры, почти не писал о церкви, а основной темой была Великая Отечественная война.
В 1950-х сменил тематику на религиозную. В 1965 году опубликовал номер в память 50-летия геноцида армян. По состоянию на 1970-е пишет о жизни Армянской апостольской церкви, публикует кондаки, протоколы церковных собраний и послания католикоса, выпускает статьи о истории и культуре Армении. Позиционирует себя как продолжатель журнала «Арарат».

## Главные редакторы
- Аракел Аракелян (1944—1948, 1955—1956)
- Левон Семабекян (1948—1950)
- Ашот Абрамян (1950—1955)
- Артун Атитян (1956—1982)
- Паргев Шахбазян (1983—1984)
- Ерванд Мелконян (1985—1993)
- Аристакесян (1994—1996)
- Баграт Галстанян (1996—1998)
- Мариам Варданян (1998—1999, и. о.)
- Аршак Хачатрян (1999, и. о.)
- Андраник Зейтунян (2000—2001)
- Вардан Деврикян (2001—2009)
- Аршак Мадоян (2009—2015)
- Арсен Бобохян (2015—2017)
- Андреас Езекян (2017—2018, и. о.)
- Геворг Мадоян (2018)